# Bodrogköz
A Bodrogköz a Bodrog és Tisza folyók közt elterülő természetföldrajzi kistáj, a Felső-Tisza-vidék középtáj része. A magyar–szlovák határ kettészeli, de földrajzilag délnyugaton Tokajtól északkeleten Nagykaposig nyúlik el. Teljes területe 945 km², ennek csaknem kétharmad része a határ magyar oldalán van. A szlovákiai oldalon is többségében magyarok lakják.
Két fő részre tagolható: az Alsó-Bodrogközre és a Felső-Bodrogközre. Legritkábban lakott területe a régió közepe, illetve a Bodrog és a Tisza összefolyásánál a Bodrogzug.
A mederváltozások örökségeként rengeteg olyan elhagyott, régi mederszakasz található a régióban, amelyek körül a Tisza és mellékfolyói rossz lefolyású, mocsaras területeket, ritkábban homokot hagytak hátra.
A tájegység további fontos folyói: a Karcsa (a 17. században még hajózható sószállító útvonal), a Latorca és a Tice. Legmagasabb dombjai a Nagykopasz és a Tarbucka.
A Bodrogköz a Kárpát-medence egyik legszárazabb területe. Csak rövid tenyészidejű növények termesztésére alkalmas, mert gyakoriak itt a késő tavaszi és a kora őszi fagyok.

## Természetföldrajzi jellemzők

### Kialakulása

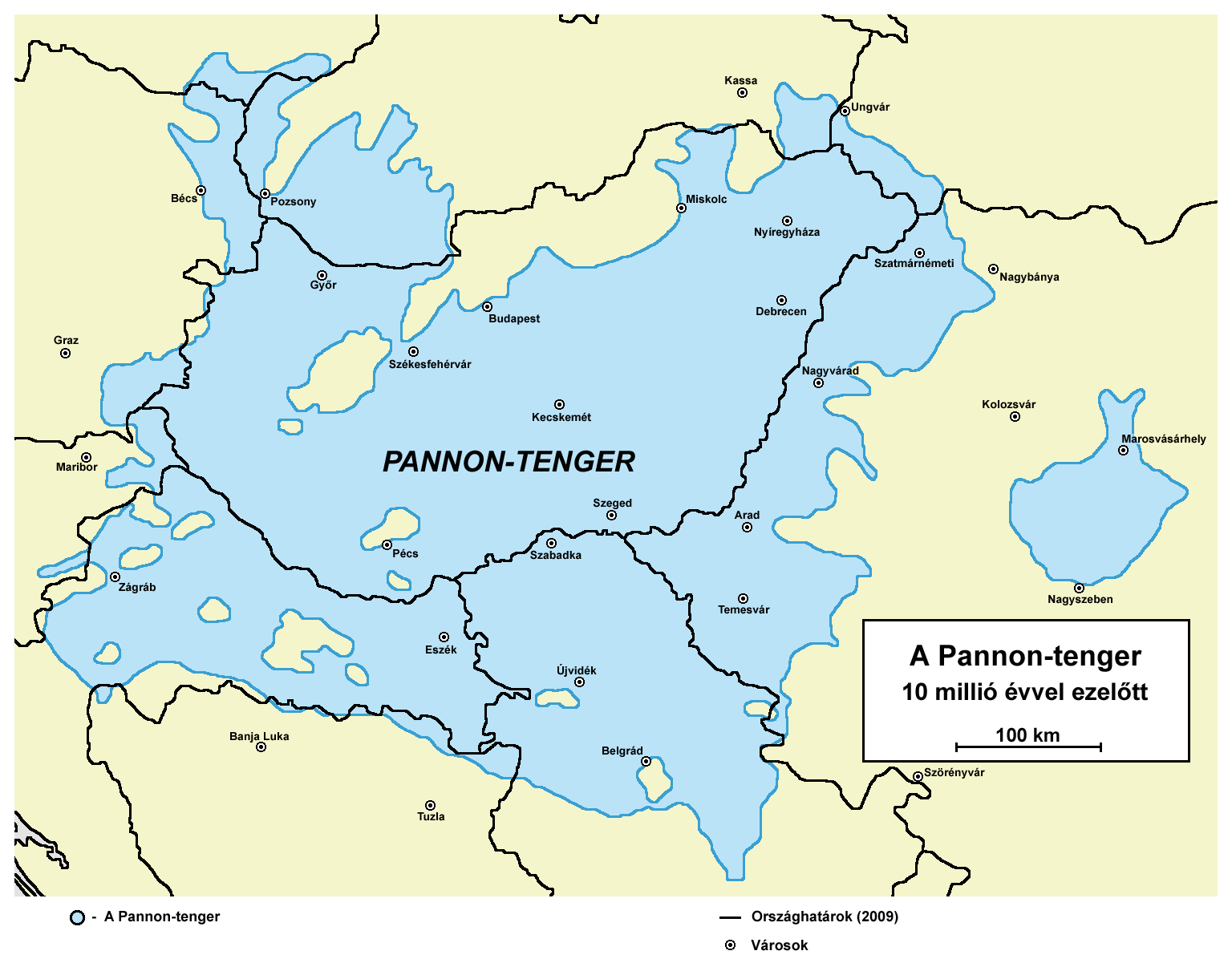
A Pannon-tenger a miocénben

A harmadidőszakban, a földtörténeti ókorban erőteljes vulkanizmus volt jellemző a Bodrogköz területén, ennek következtében északi felében kisebb vulkáni képződmények alakultak ki. A bádeni korban a terület egy része szárazulattá vált. A pannóniai korban süllyedés következett és kialakult a Pannon-tenger, a benne keletkezett üledék mélysége 500 métert is elérte. A pliocén során 10,5-5,5 millió éve a Pannon-tenger sekéllyé vált, így már csak a Bodrogköz keleti háromnegyedét borította a sós tengeröböl. A tenger teljes visszahúzódása 5,5-1,7 millió éve fejeződött be.
A negyedidőszakban süllyedés kezdődött a Bodrogköz, a Szatmár-Beregi-síkság és a Rétköz területén, az erre tartó folyók 50–100 m vastagságú homokos üledéket raktak le a Bodrogköz területén. 28 000-13 300 évvel ezelőtt megjelent a területen a szárazföldi jégtakaró, melynek hatására hidegebb és szárazabb lett az éghajlat. Az évi középhőmérséklet ekkor -3 °C volt, az évi csapadék mennyisége 180–250 mm. Ennek hatására gyér sztyeppnövényzet fedte a Bodrogköz területét. Ekkor kezdődött meg a futóhomok képződése is a területen, ennek vastagsága néhány decimétertől 20 méterig terjed. A futóhomok alapja főként würm kori homok. A szubboreális és a szubatlantikus időszakokban lápos mocsarak és égerlápok keletkeztek a Bodrogközben, majd a holocénben újból megkezdődött a terület süllyedése. A Bodrogköz egyre tagolatlanabb ártéri síksággá vált.

### Éghajlata
A Bodrogköz és környéke mérsékelten hűvös, mérsékelten száraz. Az évi középhőmérséklet 9,3 °C, a leghidegebb hónap a január (-3,1 °C), a legmelegebb a július (20,3 °C). Az évi közepes hőingás 23,4 °C, a napsütéses órák száma 1880-1920 óra, ebből 1400-1500 óra a tenyészidőszakban. Az általános szélsebesség a nyáron 2,5 m/s, télen 3,0 m/s körüli, az uralkodó szélirány az ÉK-i. A hótakarós napok száma 50-60, ez viszonylag kicsinek mondható, oka a kevés csapadék és a gyakori szél.
| Hónap | Jan. | Feb. | Már. | Ápr. | Máj. | Jún. | Júl. | Aug. | Szep. | Okt. | Nov. | Dec. | Év  |
| --- | ---- | ---- | ---- | ---- | ---- | ---- | ---- | ---- | ----- | ---- | ---- | ---- | --- |
| Átlaghőmérséklet (°C)                                                                                     | −3,1 | −1,3 | 4,1  | 10,0 | 15,1 | 18,0 | 20,3 | 19,7 | 15,7  | 10,0 | 4,0  | −0,6 | 9,4 |
| Átl. csapadékmennyiség (mm)                                                                               | 35   | 35   | 34   | 47   | 61   | 73   | 68   | 69   | 51    | 53   | 54   | 46   | 626 |
| Forrás: Boros László:Táj és ember - A Bodrogköz geológiai fejlődéstörténete, természetföldrajzi jellemzői |      |      |      |      |      |      |      |      |       |      |      |      |     |

| Hónap | Jan. | Feb. | Már. | Ápr. | Máj. | Jún. | Júl. | Aug. | Szep. | Okt. | Nov. | Dec. | Év  |
| --- | ---- | ---- | ---- | ---- | ---- | ---- | ---- | ---- | ----- | ---- | ---- | ---- | --- |
| Átlaghőmérséklet (°C)                                                                                     | −2,8 | −1,4 | 4,0  | 10,1 | 15,2 | 17,9 | 20,0 | 19,2 | 15,1  | 9,6  | 3,7  | −1,5 | 9,1 |
| Átl. csapadékmennyiség (mm)                                                                               | 54   | 49   | 45   | 50   | 62   | 91   | 78   | 79   | 60    | 62   | 60   | 62   | 752 |
| Forrás: Boros László:Táj és ember - A Bodrogköz geológiai fejlődéstörténete, természetföldrajzi jellemzői |      |      |      |      |      |      |      |      |       |      |      |      |     |

### Talajadottságok
A Bodrogköz területén jellemzőek a vulkáni talajok és a futóhomok. A felszínen különböző homoktalajok alakultak ki. Jellemző még a kovárványos barna erdőtalaj is, ennek szervesanyag-tartalma csekély, kémhatása semleges. Ezen kívül nagy területeket foglalnak el a réti talajok, főképp a Bodrogköz keleti harmadában elterjedtek. Kisebb-nagyobb foltokban a Bodrogköz ÉK-i felében tőzeges talajok képződtek.

## Növényzete

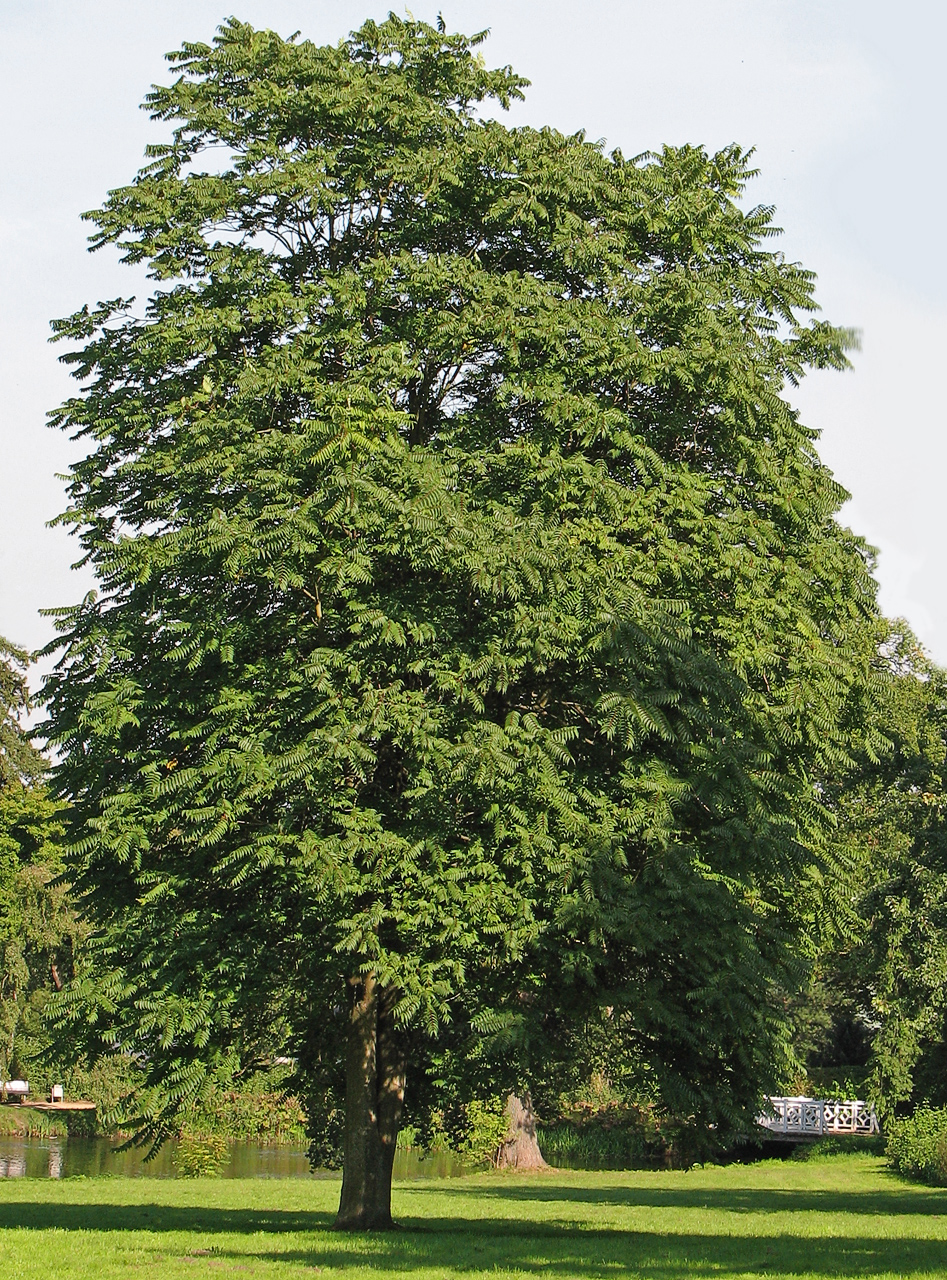
Bálványfa

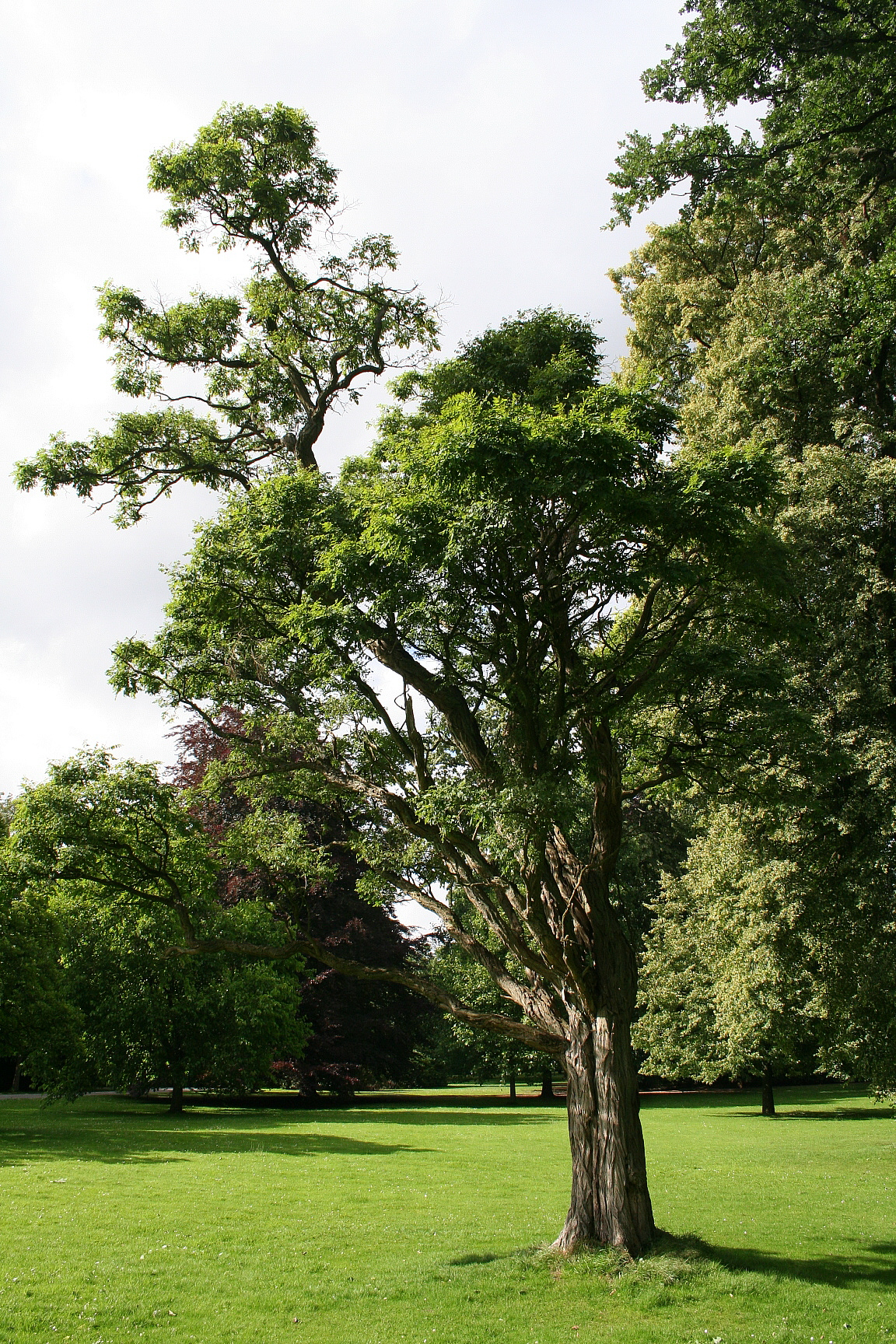
Fehér akác

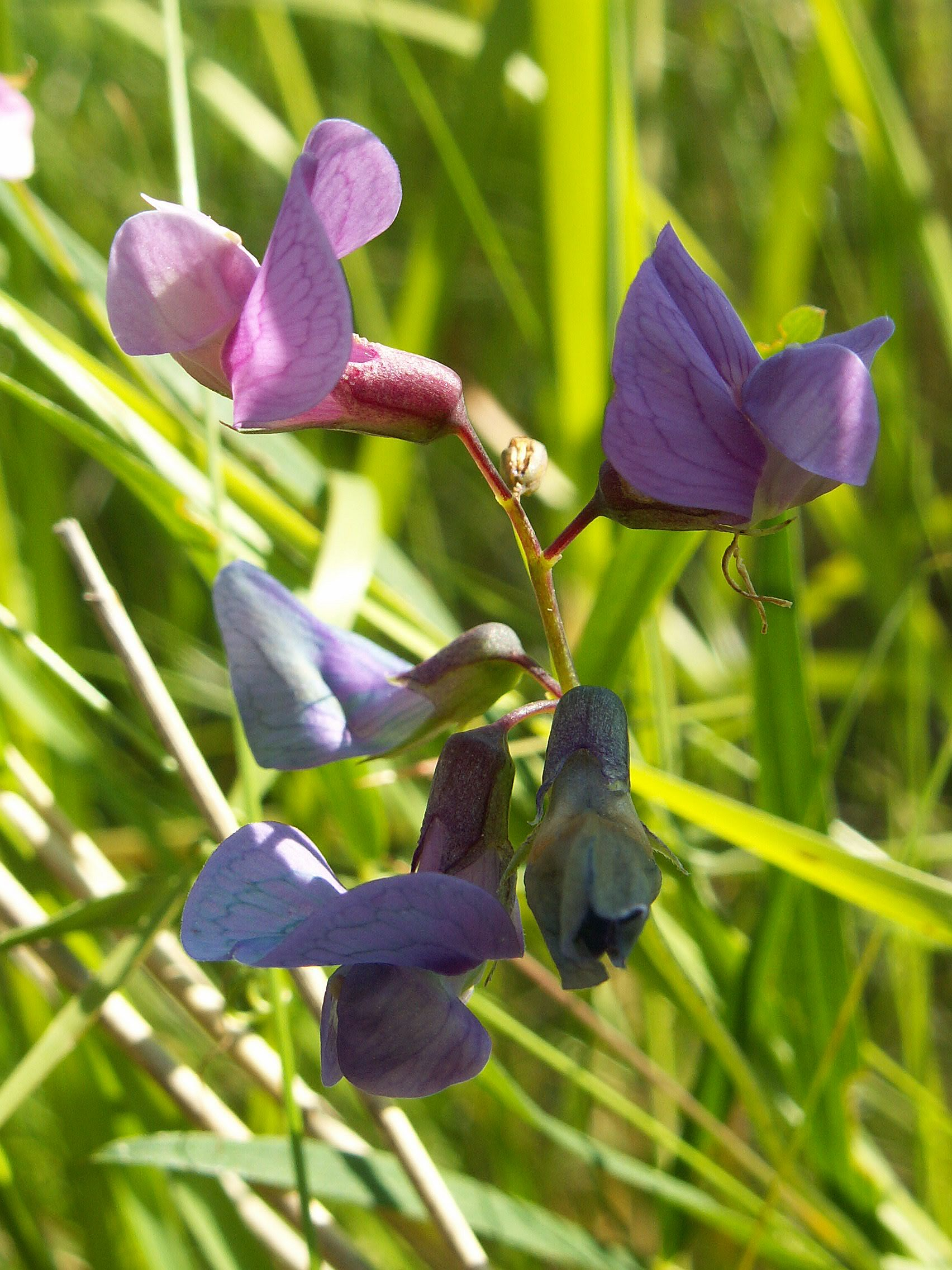
Mocsári lednek

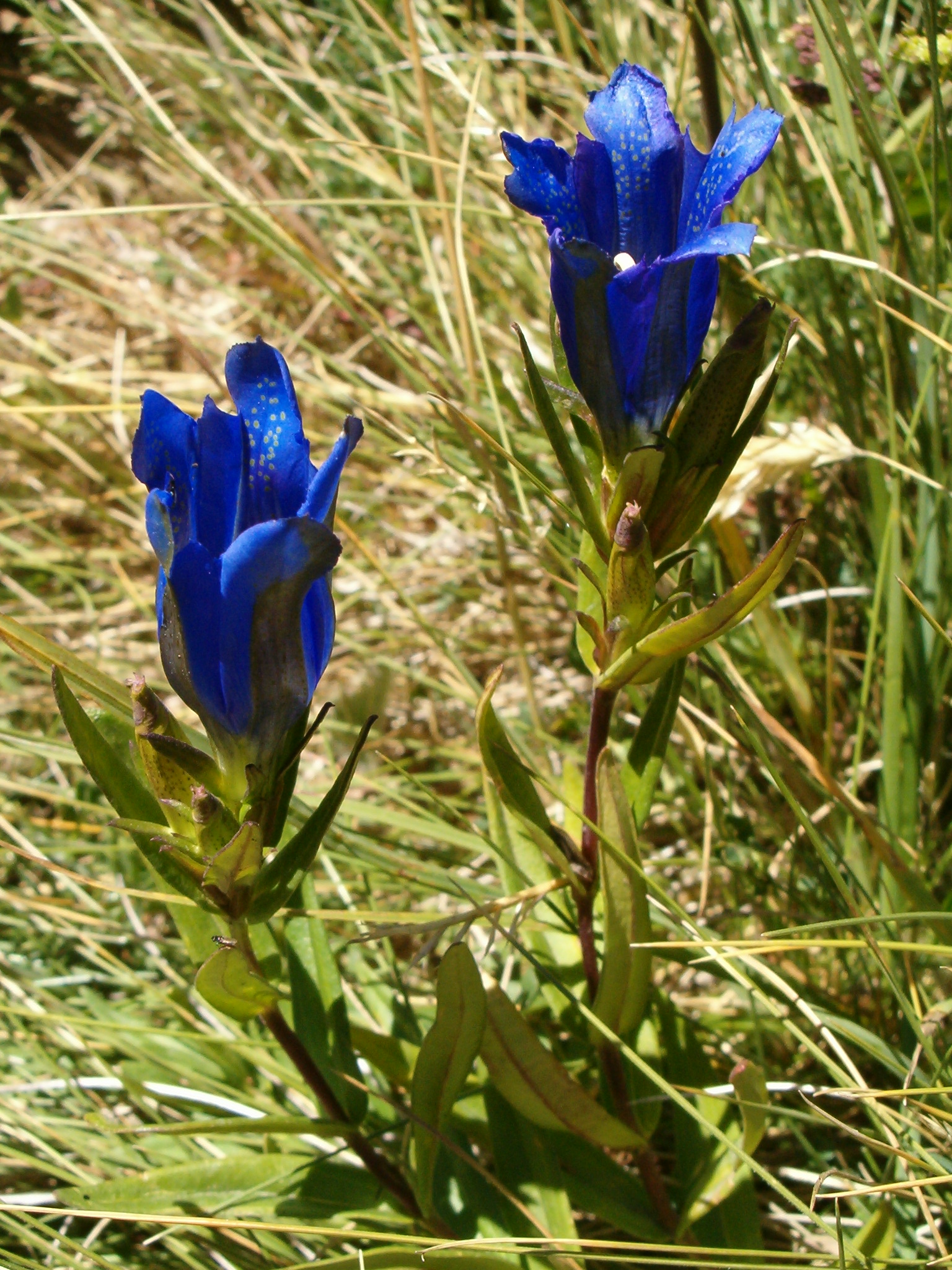
Kornistárnics

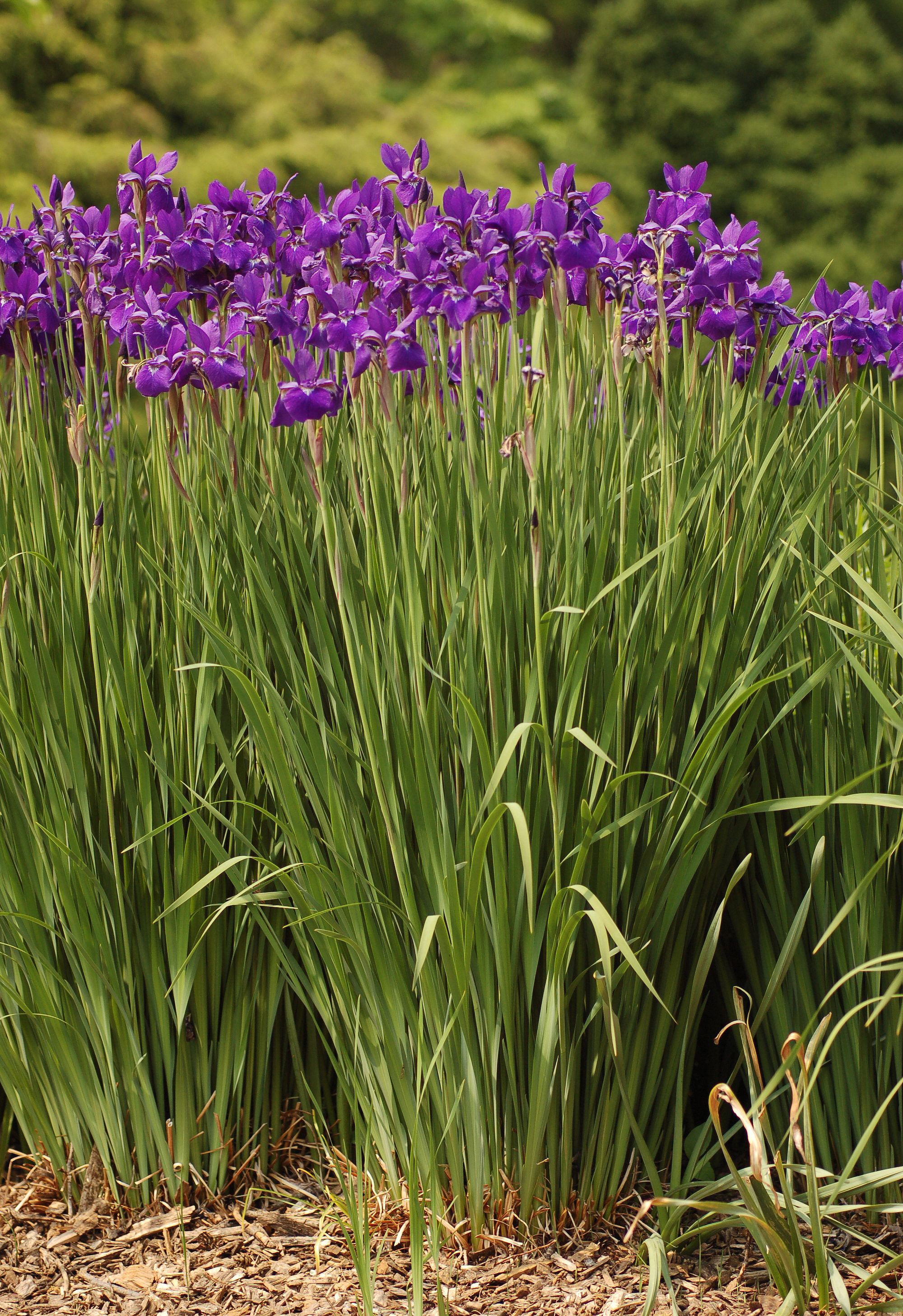
Szibériai nőszirom

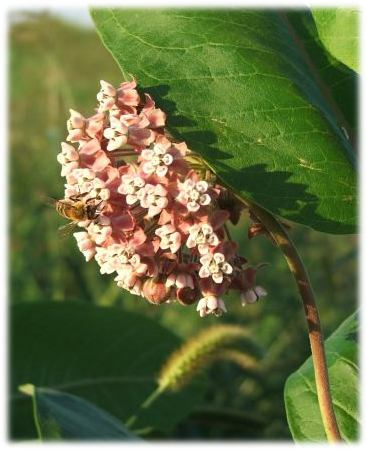
Selyemkóró

A kistájon mintegy 700-800 növényfaj él; ezek közül 40–60 védett. A Bodrogközben élő növények: kálmos (Acoretum calami), agárkosbor (Anacamptis morio), mocsári kosbor (Anacamptis palustris subsp. elegans), (Butometum umbellati), pocsolyalátonya (Elatinetum alsinastri), borzas füzike (Epilobium hirsutum), Tallós-nőszőfű (Epipactis tallosii), békaliliom (Hottonietum palustris), (Iridetum pseudacori), közönséges fagyal (Ligustrum vulgare), tóalma (Ludwigia palustris), alacsony füzény (Lythrum hyssopifolia), (Oenanthetum aquaticae), közönséges keserűgyökér (Picris hieracioides), nagy földitömjén (Pimpinella major), zöldes sisakvirág (Platanthera chlorantha), magyar kökörcsin (Pulsatilla flavescens), erdei borkóró (Thalictrum aquilegiifolium), iszaplakó veronika (Veronico anagalloides).

### Növénytársulások
A Bodrogköz potenciális erdőterület:
- a mélyebb térszinteken:
  - fűz-nyár ligeterdőkkel,
  - égeres-kőrises mocsár- és láperdőkkel,
  - tölgy-kőris-szil ligeterdőkkel,
- a folyóhátakon, homokszigeteken:
  - gyertyános–tölgyesekkel,
  - alföldi zárt kocsányos tölgyesekkel.

A Bodrogköz több pontján (Long-erdő, Ricse-Révleányvár, Mosonnai-erdő) fellelhető gyertyános–tölgyesek montán elemeket: bükksás (Carex pilosa), gyertyán (Carpinus betulus), erdei varázslófű (Circaea lutetiana) is tartalmaznak –, a Long-erdőben bükkel.

### Élőhelyek
Fő jellegzetességei a vizes élőhelyek. Az erdőirtásokat, ármentesítéseket leginkább a lápok és az erdők sínylették meg. Az egykori erdők helyén jórészt szántók, ill. fajszegény ültetvények vannak, a lecsapolt lápok helyén pedig szántók, nagy rétek, másodlagos mocsarak.
Gyakori élőhelyek:
- nem tőzegképző nádasok, gyékényesek és tavi kákások,
- harmatkásás, békabuzogányos mocsári-vízparti növényzet,
- nem zsombékoló magassásrétek,
- mocsárrétek,
- jellegtelen üde gyepek és magaskórósok,
- üde cserjések,
- puhafás pionír és jellegtelen erdők.

Közepesen elterjedt élőhelyek:
- tündérrózsás, vízitökös, rencés, kolokános (láptavi) hínár,
- nádas úszólápok, lápos, tőzeges nádasok és télisásosok,
- vízparti virágkákás, csetkákás, vízi hídőrös, mételykórós mocsarak,
- csatornák, szabályozott patakok, mesterséges tavak parti zónájában és közvetlen partközeli víztestében kialakult fragmentális mocsarak és kisebb hínarasok,
- ártéri és mocsári magaskórósok,
- homoki sztyepprétek
- fűz-nyár ártéri erdők,
- keményfás ártéri erdők,
- jellegtelen fátlan vizes élőhelyek,
- jellegtelen száraz- vagy félszáraz gyepek és magaskórósok,
- galagonyás-kökényes-borókás cserjések,
- őshonos fajú, elszórva álló fák csoportjai vagy egy egyed szélességű, erdővé még nem záródott fasorok,
- keményfás jellegtelen vagy telepített egyéb erdők.

Ritka élőhelyek:
- állóvízi sulymos, békalencsés, rucaörömös, tócsagazos hínár,
- lápi zsombékosok,
- üde természetes pionír növényzet,
- éger- és kőrislápok, égeres mocsárerdők,
- folyómenti bokorfüzesek,
- égerligetek,
- gyertyános–kocsányos tölgyesek,
- alföldi zárt kocsányos tölgyesek,
- fás legelők, fás kaszálók, felhagyott legelőerdők, gesztenyeligetek,
- ősi fajtájú, gyepes és/vagy erdősödő, extenzíven művelt gyümölcsösök.

### Jellegzetes növényfajok
Természetszerű növényzetét a Tisza és a Bodrog holtágaiban, kubikgödreiben, a Bodrogzug nyílt ártere és a mentett oldal tavaiban, erekben, csatornákban tanulmányozhatjuk. Ezeken a helyeken fajgazdag mocsári- és hínártársulások alakultak ki. Karakterfajaik: békaliliom (Hottonia palustris), fehér tündérrózsa (Nymphaea alba), tündérfátyol (Nymphoides peltata) mételykóró (Oenanthe aquatica), rucaöröm (Salvinia natans), csemege sulyom (Trapa natans).
A vízpartokat szegélyező mocsarak, láposodó foltok karakterfajai: debreceni torma (Armoracia macrocarpa), gyilkos csomorika (Cicuta virosa), mocsári lednek (Lathyrus palustris), nyári tőzike (Leucojum aestivum), nádi boglárka (Ranunculus lingua), mocsári aggófű (Senecio paludosus).
A mocsárréteken, lápréteken él: réti iszalag (Clematis integrifolia), kornistárnics (Gentiana pneumonanthe), szibériai nőszirom (Iris sibirica).
A folyókat bokorfüzesek, illetve fűz- és nyárfajok dominálta ligeterdők kísérik. A hullámtéren erőteljesen terjednek az özönfajok: zöld juhar (Acer negundo), bálványfa (Ailanthus altissima), gyalogakác (Amorpha fruticosa), selyemkóró (Asclepias syriaca), tájidegen őszirózsa fajok (Aster spp.), amerikai kőris (Fraxinus pennsylvanica), japánkeserűfű (Reynoutria spp.), fehér akác (Robinia pseudoacacia), aranyvessző (Solidago spp.).

## Társadalomföldrajzi jellemzők

### Történelme
A honfoglalás:
A Bodrogköz a honfoglaló magyarság egyik első telephelye volt a Kárpát-medencében. „Az Úr megtestesülésének kilencszázharmadik esztendejében Árpád vezér elküldvén seregeit, az egész földet, amely a Tisza és a Bodrog közé esik Ugocsáig, minden lakójával együtt elfoglalta.” – írta Anonymus.
1986-ban a bodrogközi Karoson találták meg a legrégibb honfoglalás kori magyar sírokat. Az itt eltemetettek még a történelmi Magyarországon kívül, talán Etelközben születtek.
Török kor, kuruc kor, újkor:
A Bodrogköz a 18. század elejéig nem volt Isten háta mögötti lápvilág. Fontos kereskedelmi utak, földesúri központok jellemezték, és Rákóczi Ferenc fejedelmi udvarának látómezejében is benne volt. A bodrogköziek ez idő tájt a halastavakkal, rekesztékekkel, fokgazdálkodással foglalkoztak. Az 1720-as évtizedben a Bodrogközt átszelő – alkalmanként hajózott – Karcsa eltömődött. A 19. század elején Magda Pál geográfus a Bodrogközt gazdag halállományával jellemzi: kövér márna, csuka, kecsege, tok, viza nagy mennyiségben lelhető, sőt azt állítja „Bodrogközben a vízáradások után a temérdek halakkal a sertéseket hízlalják”. Petőfi 1847-ben járt a Bodrogközben: „Széphalomtól becsavarodtam a Bodrogközre. Országutnak híre síncs; csak úgy őgyelegtünk faluról falura. Különben nem untam meg magamat, mert a Bodrogköz szép, gazdag vidék”.
A Bodrogköz nemzetiségi és vallási összetétele az 1881-es népszámlálás alapján:
| időpont | népesség | magyar | szlovák       | német         | ruszin | román | idegen |
| ------- | -------- | ------ | ------------- | ------------- | ------ | ----- | ------ |
| 1881    | 38 031   | 95%    | 581 fő (1,5%) | 474 fő (1,3%) | 25 fő  | 2 fő  | 35 fő  |

A modern kor:
A homokhátakra épült bodrogközi településeket évezreden át nádas, mocsár, mocsári erdők, és tavak övezték, földművelésre nem sok terület maradt. Csak a vízből kiemelkedő homokhátakon, gerinceken lehetett szántani, vetni. Az ősi ártéri gazdálkodás szigorú feltételrendszere a 19. század második felében – összefüggésben a Tisza szabályozásával lassan megváltozott. A Bodrogközi Tiszaszabályozó Társulat megalakítását Széchenyi István kezdeményezte. Az 1846-ban megalakított társulat a 19. század végéig több mint 150 km-nyi töltést épített a Tisza és a Bodrog partján, valamint a bodrogközi belvizek levezetésére csatornahálózatot működtetett. Az egyik csatornazsilip a Bodrogba, a másik a Tiszába vezette a belvizet.
A Bodrogköz helyzete a trianoni határrendezéssel rendkívül súlyossá vált. Évszázadokon keresztül Ungvár gazdasági vonzáskörzetéhez is tartozott, Ungvár azonban Ukrajnához került. A kettészelt régió belső és átmenő kereskedelme megszűnt, összekötő útjaik pedig teljesen leromlottak, hiszen a magyar és a szlovák oldal közt közúti határátkelőhely évtizedekig csak Sátoraljaújhelyen volt. Éppen ezért a kistérség életében jelentőssé vált a keskeny nyomtávú Bodrogközi Gazdasági Vasút. A vasutat az 1910-es évek elején három szakaszban építették. A két világháború közötti időszakban ezt a kisvasutat összekötötték a hegyközi és a Nyíregyháza-vidéki kisvasutakkal, és motoros üzeművé alakították át.
A politikai határok eltűntét a régió a megfelelő számú határátkelőhely és az összekötő utak hiánya miatt nem képes hasznára fordítani, az infrastruktúra hiánya pedig gátolja a befektetők megjelenését is. (Például Magyarország 2006-ig több mint 800 millió dollárt ruházott be Szlovákiában, a Bodrogközben azonban egy jelentős magyar vállalat sem jelent meg.)

### Az Alsó-Bodrogköz települései
| - Alsóberecki - Bodroghalom - Cigánd - Dámóc | - Felsőberecki - Györgytarló - Karcsa - Karos | - Kenézlő - Kisrozvágy - Lácacséke - Nagyrozvágy - Pácin | - Révleányvár - Ricse - Semjén - Tiszacsermely - Tiszakarád | - Vajdácska - Viss - Zalkod - Zemplénagárd |

### A Felső-Bodrogköz települései
| - Ágcsernyő - Bacska - Battyán - Bély - Bodrogszerdahely | - Bodrogszög - Boly - Borsi - Imreg - Kisdobra - Kisgéres | - Kiskövesd - Kistárkány - Királyhelmec - Ladamóc - Lelesz | - Nagygéres - Nagykövesd - Nagytárkány - Őrös - Pólyán | - Perbenyik - Rad - Szentmária - Szentes - Szinyér - Szolnocska | - Szomotor - Szőlőske - Tiszacsernyő - Véke - Zemplén - Zétény |

### Szakcikkek
- Viga Gyula–Viszóczky Ilona 2015: A bodrogközi borról és a mai borünnepről. Acta Ethnologica Danubiana – Az Etnológiai Központ Évkönyve 17.
- Kónya, Peter: A Bodrogköz autochton és allochton lakossága, Fórum : társadalomtudományi szemle, 2010. (12. évf.) 1. sz. 3-22. oldal
- Tamás Edit: A Bodrogköz tájmonográfiája, Zempléni múzsa, társadalomtudományi és kulturális folyóirat, 2009. (9. évf.) 3. (35.) sz. 87-90. oldal
- Boros László: Tuba Zoltán-Frisnyák Sándor (szerk.): Bodrogköz, Földrajzi Közlemények, 2009. (133. évf.) 3. sz. 362-363. oldal
- Szerzők: Szirmai Orsolya – Tuba Zoltán – Nagy János – Cserhalmi Dániel – Gál Bernadett – Szerdahelyi Tibor – Czóbel Szilárd – Ürmös Zsolt: Adatok a magyarországi Bodrogköz flórájához, Kitaibelia, 2008. (13. évf.) 1. sz. 191. oldal
- Tuba Zoltán – Szirmai Orsolya: A magyarországi Bodrogköz (ÉK-Magyarország) kistáj természetrajza, Folia historico-naturalia Musei Matraensis, 2008. 32. évf. 7-14. oldal
- Gábris Gyula: A Bodrogköz felszínalaktani térképe, A Földgömb: a Magyar Földrajzi Társaság folyóirata, 2008. (10. évf.) 8. sz. 42-43. oldal
- Hartai Éva – Sasvári Tibor – Seres Anna – Kuti László: Geology of the historical Bodrogköz, Central European Geology, 2008. (51. évf.) 4. sz. 341-357. oldal
- Viga Gyula: A Bodrogköz és környéke szőlő- és borkultúrájához, Széphalom: a Kazinczy Ferenc Társaság évkönyve, 2007. 17. köt. 257-268. oldal
- Szirmai Orsolya – Nagy János – Gál Bernadett – Czóbel Szilárd – Szerdahelyi Tibor – Cserhalmi Dániel – Tuba Zoltán – Ürmös Zsolt: A magyarországi Bodrogköz jellemző vízi és vízparti növénytársulásai, Folia historico-naturalia Musei Matraensis, 2006. 30. évf. 75-89. oldal
- Boros László: A csökkenő népességű Bodrogköz, A Herman Ottó Múzeum évkönyve, 2005. 44. évf. 391-400. oldal
- Siska József: Bodrogköz a kuruc korban, Honismeret, 2005. (23. évf.) 2. sz. 16-18. oldal
- Viga Gyula: A gazdaság, társadalom és kultúra változása a Bodrogköz 18-20. századi műveltségében, A Herman Ottó Múzeum évkönyve, 2002. 41. évf. 389-406. oldal
- Viga Gyula: Tamási Edit: A Bodrogköz népessége a XVIII-XX. században. Vallási és nemzetiségstatisztikai feldolgozás. A Sárospataki Rákóczi Múzeum füzetei 35. Sárospatak, 1999. 334 p., Ethnographia, 2000. (111. évf.) 1-2. sz. 283-284. oldal
- Kupi Károly – Belényesi Márta: A Bodrogköz agroökológiai körzetesítése, Földrajzi értesítő, 1998. (47. évf.) 4. füz. 523-538. oldal
- Viga Gyula: Jegyzetlapok a Bodrogköz vallási néprajzához, Széphalom: a Kazinczy Ferenc Társaság évkönyve, 1995. 7. köt. 87-100. oldal
- Siska József: A 17. századi Bodrogköz, A miskolci Herman Ottó Múzeum közleményei, 1993. 28. köt. 104-110. oldal
- Rimóczi Gábor – Rimócziné Hamar Márta: A Bodrogköz és Taktaköz elfoglalásának leírása Anonymusnál, Magyar nyelv, 1992. (88. évf.) 4. sz. 474-478. oldal
- Frisnyák Sándor: Adalékok a Bodrogköz történeti földrajzához (18-19. század), Acta Academiae Paedagogicae Nyíregyháziensis, 1990. Társadalomtudományi Közleménye 227-246. oldal
- Horpácsi Sándor: Bodrogköz (Ember – táj – mezőgazdaság), Borsodi művelődés : közoktatási és közművelődési szakmai folyóirat, 1989. (14. évf.) 2. sz. 91. oldal
- Soltész Jánosné: Remények és lehetőségek Bodrogköz életében, Borsodi szemle : a Társadalom és Természettudományi Ismeretterjesztő Társulat Borsod-Abaúj-Zemplén megyei szervezetének tudományos folyóirata, 1988. (33. évf.) 4. sz. 61-66. oldal
- Nagy Géza: A Bodrogköz népi építészete, Szülőföldünk, 1984. 7. sz. 27-30. oldal
- Friedel Kálmánné – Fazekas Károly: A Bodrogköz belvízmentesítésének történeti áttekintése, Vizeink: Észak-magyarországi Vízügyi Igazgatóság kiadványa, 1976. 25. sz. 45-59. oldal
- Dankó Imre: Adattár a Bodrogköz és közvetlen környéke régi vízrajzához, A Herman Ottó Múzeum évkönyve, 1970. 9. évf. 375-410. oldal
- Valter Ilona: Régészeti adatok a Bodrogköz honfoglaláskori településtörténetéhez, A Herman Ottó Múzeum évkönyve, 1964. 4. évf. 131-142. oldal
- Hegyi Imre: A Bodrogköz, Borsodi szemle : a Társadalom és Természettudományi Ismeretterjesztő Társulat Borsod-Abaúj-Zemplén megyei szervezetének tudományos folyóirata, 1959. (3. évf.) 2. sz. 28-33. oldal
- Sőregi János: Adatok a Bodrogköz madárvilágához, Aquila, 1958. 65. évf. 320-321, 365-366. oldal
- Legenyey Bodnár Péter: Bodrogköz a kivándorlás szempontjából. Megyei monográfiák (12). Pesti Könyvnyomda Részvénytársaság, Budapest, 1903.

## Lásd még
- Bodrogközi kistérség (közigazgatási régió)

## Külső hivatkozások
- A Bodrogközi Többcélú Kistérségi Társulás honlapja
- Tanulmány a Bodrogköz vízrendszeréről
- Bodrogközi képek Archiválva 2007. november 11-i dátummal a Wayback Machine-ben
- BOKARTISZ Kht. honlapja, Bodrogközre vonatkozó letölthető anyagokkal